# すてきなビート
『すてきなビート』は、1985年5月25日にリリースされたC-C-Bの3枚目のアルバムである。

## 解説
- ココナッツボーイズからC-C-Bに改名して最初のアルバム。「Romanticが止まらない」および同シングルのB面「I SAY, I LOVE YOU」のアルバムバージョン、「スクール・ガール」のアンサーソング「スクール・ボーイ」などを収録。
- 月曜ドラマランド「かぐや姫とんで初体験!?」（1985年7月1日放送、フジテレビ、主演：岡田有希子）の劇伴音楽を担当した城之内ミサ[1]の名前と共に本アルバムのタイトルがエンディングロールにクレジットされている。しかし、実際にドラマ本編で使用されている楽曲（BGMのみ、及び、歌唱付きの楽曲）は、本作収録の「スクール・ボーイ」ではなくシングル曲「スクール・ガール」である[2]。
- 2015年1月21日、ユニバーサルミュージックよりSHM-CDで再発売（本アルバムを含むC-C-Bのオリジナルアルバム9作品が同時リリースされた。Plus版のようなボーナストラックは収録されていないが、デジタル・リマスターされている。

## 収録曲
| 全作詞: 松本隆。 |                                          |        |          |                 |      |
| #                | タイトル                                 | 作詞   | 作曲     | 編曲            | 時間 |
| 1.               | 「Romanticが止まらない（オモシロ-MIX）」 | 松本隆 | 筒美京平 | 船山基紀・C-C-B | 3:30 |
| 2.               | 「急接近」                               | 松本隆 | 渡辺英樹 | 船山基紀・C-C-B | 4:08 |
| 3.               | 「スクール・ボーイ」                     | 松本隆 | 筒美京平 | 船山基紀・C-C-B | 4:04 |
| 4.               | 「Forever」                              | 松本隆 | 筒美京平 | C-C-B           | 1:20 |
| 5.               | 「二人のシーズン」                       | 松本隆 | 関口誠人 | 船山基紀・C-C-B | 3:33 |
| 6.               | 「I SAY, I LOVE YOU（アルバム-Mix）」    | 松本隆 | 筒美京平 | 船山基紀・C-C-B | 3:41 |
| 7.               | 「浮気なジル」                           | 松本隆 | 筒美京平 | 船山基紀・C-C-B | 3:12 |
| 8.               | 「メモリーなんていらない」               | 松本隆 | 関口誠人 | 船山基紀・C-C-B | 4:47 |

### Plus版
1994年10月26日に再発されたPlus版はボーナス・トラックとして以下の曲を収録している。
| #   | タイトル | 作詞   | 作曲     | 編曲            | 時間 |
| --- | --- | ------ | -------- | --------------- | ---- |
| 9.  | 「Romanticが止まらない〜Single Mix」 | 松本隆 | 筒美京平 | 船山基紀、C-C-B | 3:10 |
| 10. | 「スクール・ガール」 | 松本隆 | 筒美京平 | 船山基紀、C-C-B | 4:04 |
| 11. | 「もっとハートフルに愛して」 | 松本隆 | 筒美京平 | 船山基紀、C-C-B | 3:26 |
| 12. | 「すてきなビート 〜 Mega Mix」(Forever〜Romanticが止まらない（オモシロ-MIX）〜スクール・ボーイ〜浮気なジル〜二人のシーズン〜Romanticが止まらない（オモシロ-MIX）) |        |          |                 | 6:11 |

### テクノ歌謡DX ポリドール編
2000年5月25日にリリースされたテクノ歌謡編は、ボーナストラックとして以下の曲を収録している。
| #   | タイトル | 作詞   | 作曲     | 編曲            | 時間 |
| --- | --- | ------ | -------- | --------------- | ---- |
| 9.  | 「Romanticが止まらない〜Single Mix」 | 松本隆 | 筒美京平 | 船山基紀、C-C-B | 3:10 |
| 10. | 「すてきなビート 〜 Mega Mix」(Forever〜Romanticが止まらない（オモシロ-MIX）〜スクール・ボーイ〜浮気なジル〜二人のシーズン〜Romanticが止まらない（オモシロ-MIX）) |        |          |                 | 6:11 |
| 11. | 「Romanticが止まらない（オリジナル・カラオケ）」 | 松本隆 | 筒美京平 | 船山基紀、C-C-B | 3:10 |
| 12. | 「スクール・ガール（オリジナル・カラオケ）」 | 松本隆 | 筒美京平 | 船山基紀、C-C-B | 4:04 |
| 13. | 「ラッキー・チャンスをもう一度」 | 松本隆 | 筒美京平 | 船山基紀、C-C-B | 3:08 |
| 14. | 「空想Kiss（オリジナル・カラオケ）」 | 松本隆 | 筒美京平 | 大谷和夫、C-C-B | 3:52 |

## 楽曲解説
1. Romanticが止まらない（オモシロ-MIX）
3rdシングル「Romanticが止まらない」のリミックス・バージョン。
2. 急接近
ココナッツ・ボーイズ時代に渡辺英樹が制作し、ライブで演奏していた楽曲。本作収録にあたり、歌詞の一部を作詞家の松本隆が手を加えた。そのため、クレジットには“作詞：松本隆”と記されている。渡辺作詞の「オリジナルバージョン」は、C-C-Bのライブ（VHS「C-C-B IN BUDOKAN 1987・SEP/7▸8 PERFECT・LIVE　」に収録）他、AJ-米田渡-などで歌われた。
3. スクール・ボーイ
4thシングル「スクール・ガール」のアンサーソング。シングル版とは歌詞、キー、アレンジ、シンガーが異なる。本曲でのボーカルは関口と渡辺によるもの。
4. Forever
楽器の演奏が無く、歌のみ（ア・カペラ）の楽曲。
5. 二人のシーズン
ファーストキッチンの“1985年夏・祭シェイク”CM曲に採用。「C-C-Bの大冒険」で使用されたアニメキャラクター『C-C-B jr.』と共に放映された。
6. I SAY, I LOVE YOU（アルバム-Mix）
3rdシングル「Romanticが止まらない」のカップリング曲のリミックス・バージョン。シングル収録のものとはエンディングが異なる。
7. 浮気なジル
8. メモリーなんていらない
9. Romanticが止まらない〜Single Mix（Plus版のみ収録）
3rdシングル「Romanticが止まらない」
10. スクール・ガール（Plus版のみ収録）
4thシングル「スクール・ガール」
11. もっとハートフルに愛して（Plus版のみ収録）
4thシングル「スクール・ガール」のカップリング曲
12. すてきなビート 〜 Mega Mix（Plus版のみ収録）
12インチシングル「Lucky Chanceをもう一度〜Lucky Mix」のカップリング曲